# Seishun Buta Yarō wa Bunny Girl Senpai no Yume o Minai
Seishun Buta Yarō wa Bunny Girl Senpai no Yume o Minai (青春ブタ野郎はバニーガール先輩の夢を見ない, Seishun Buta Yarō wa Banīgāru Senpai no Yume o Minai; lit. "Adolescentes porcos e idiotas não sonham com garotas coelhinhas veteranas"), também conhecida no Japão como Seishun Buta Yarō (青春ブタ野郎) ou AoButa (青ブタ), é uma série de light novel escrita por Hajime Kamoshida e ilustrada por Kēji Mizoguchi. A ASCII Media Works publicou 15 volumes desde abril de 2014, com a impressão sendo realizada através de sua filial Dengeki Bunko.
Uma adaptação para mangá seinen, intitulada Seishun Buta Yarō wa Bunny Girl Senpai no Yume o Minai, é ilustrada por Tsugumi Nanamiya é serializada mensalmente desde janeiro de 2016 na revista Dengeki G's Comic, e adapta o primeiro volume da série de light novel. Uma segunda adaptação para mangá, intitulada Seishun Buta Yarō wa Petit Devil Kōhai no Yume o Minai e ilustrada por Tsukumo Asakusa, é serializada na mesma revista desde maio de 2018, e adapta o segundo volume da série de light novel.
Uma adaptação para um anime de 13 episódios foi produzida pelo estúdio CloverWorks, e transmitida entre 4 de outubro e 27 de dezembro de 2018. Um filme intitulado Seishun Buta Yarō wa Yumemiru Shōjo no Yume wo Minai (青春ブタ野郎はゆめみる少女の夢を見ない; lit. "Adolescentes porcos e idiotas não sonham com uma garota sonhando") estreou nos cinemas japoneses em 15 de junho de 2019, e adapta o sexto e o sétimos volumes da série de light novel.
O anime recebeu duas confirmações para adaptações em formato de filmes. O primeiro filme estreou no dia 23 de junho no Japão. O segundo filme vai estrear na temporada de janeiro de 2024. Os dois filmes irão adaptar os volumes 8 e 9 da light novel.

## Enredo
A vida do estudante Sakuta Azusagawa tem uma reviravolta inesperada quando ele conhece a atriz adolescente Mai Sakurajima, vestida como uma coelhinha erótica e vagando por uma biblioteca sem ser notada por mais ninguém além de Sakuta. Mai está intrigada pelo fato de que Sakuta é a única pessoa que pode vê-la, pois outras pessoas são incapazes de vê-la mesmo quando ela está se vestindo normalmente ou tentando ficar longe da vida das celebridades. Chamando esse fenômeno de "síndrome da adolescência", Sakuta tenta resolver esse mistério, enquanto continua se aproximando de Mai e conhecendo outras garotas que sofrem da mesma síndrome.

## Personagens

### Personagens principais
Sakuta Azusagawa (梓川 咲太, Azusagawa Sakuta)
Dublado por: Kaito Ishikawa
Possuindo uma má reputação após supostamente hospitalizar três pessoas, Sakuta tenta chamar pouca atenção até que seu encontro com Mai o leva a investigar a síndrome da adolescência. A síndrome de adolescência de Kaede, a sua irmã, também o afetou, o que levou Sakuta a sofrer três cortes no peito como se fosse feito por uma garra, sendo que na verdade é devido a amnésia de Kaede. No início da série, Sakuta acha estranho o porque as pessoas a sua volta e animais não notarem Mai exceto ele mesmo e a ajuda com o caso dela. Contudo, quando este se esquece de Mai, quando ele lembra do reforço que recebeu de Mai quando esta o ajudou em sua lição, este corre em frente a escola e se declara dizendo que gosta dela, tal ato que faz Mai ficar visível. Depois, tem ajudado em outros casos além do de Mai.
Mai Sakurajima (桜島 麻衣, Sakurajima Mai)
Dublada por: Asami Seto
Cansada das pressões de seu trabalho de atriz, Mai decide fazer um hiato, mas de repente percebe que as pessoas são incapazes de notar a sua existência, exceto Sakuta, que concorda em ajudá-la a descobrir o que está acontecendo, enquanto se aproxima dela. Ela encontra Sakuta pela primeira vez em uma biblioteca, enquanto usava uma roupa de coelhinha erótica para testar se as pessoas a notariam. Sakuta tem ajudado Mai para que ela pudesse voltar a ficar visível, até ele aparecer em frente a escola e dizer que gosta dela, fazendo com que Mai ficasse visível. Depois, ela assume seu namoro com Sakuta e sujeita fazer outras coisas com Sakuta, que a deixa embaraçada. Entretanto, Mai e Sakuta são visto juntos em namoro e seu trabalho faz com que ela fique separada de Sakuta. Mai é uma veterana que estuda no mesmo colégio que Sakuta, e ela também é personagem focal do primeiro volume da light novel.
Kaede Azusagawa (梓川 かえで, Azusagawa Kaede)
Dublada por: Yurika Kubo
A irmã mais nova de Sakuta e outra vítima da síndrome da adolescência, Kaede misteriosamente começaram a sofrer ferimentos depois de sofrer assédio virtual e receber ameaças de morte em seu celular, criando a partir daí um grande medos de estranhos. Para evitar ser alvo de bullying, Sakuta atira seu celular no mar e corta todo tipo de acesso a internet para que Kaede não tenha acesso. Ela só se recuperou depois que parou de utilizar redes sociais ou de ir à escola. Após esses acontecimentos, ela passa a morar no apartamento de Sakuta, com apenas seu gato para lhe fazer companhia e um outro gato filhote adotado por Shōko que estava abandonado. Ela gosta muito de seu irmão e frequentemente sobe na cama com ele enquanto ele está dormindo. Ela usa um pijama de um panda, mas passou a usar outras roupas para sair de casa, um presente da Mai. Kotomi Kano, uma amiga de Kaede aparece para falar com Kaede, mas esta parece não se lembrar. Kaede a chamava de Komi-chan. Sakuta explica para Mai e Nodoka que Kaede sofria de amnésia, explicando também como sua ferida apareceu. Sakuta procurou ajuda e se depara com Shōko, quem este começou a gostar antes de aparecer a Mai. Marcas de hematomas aparecia no corpo de Kaede e também sofria dores. Sakuta a ajuda a sair de casa e também faz ela ir na escola para que esta tenha exatamente como é ter um primeiro dia de aula. Levou Kaede até o zoológico, onde lá ela gosta dos pandas. Depois, Kaede recupera a memória. Depois de ser levada ao hospital, ela perde as lembranças de sua experiência passada quando ainda tinha amnésia, deixando Sakuta transtornado, até este receber novamente ajuda de Shōko. Sakuta depois retorna ao hospital para visitar a irmã e deixa o diário que ela própria escreveu. No filme ela corta o seu cabelo. Kaede é a personagem focal do quinto volume da light novel.
Tomoe Koga (古賀 朋絵, Koga Tomoe)
Dublada por: Nao Tōyama
Tomoe é uma aluna do primeiro ano do ensino médio no colégio de Sakuta. Ela inicialmente encontra Sakuta em um parque enquanto ele estava tentando ajudar uma menina perdida a procurar por sua mãe, e devido a menina estar chorando, Tomoe interpretou erroneamente a situação e achou que Sakuta era um lolicon. Para reparar o mal entendido, ela pede a Sakuta que pague com a mesma moeda. Sakuta inicialmente reluta, mas atende a menina. Ela é vista como o Demônio de Laplace, como se fizesse com que não saísse do dia repetitivo. Ela estava confusa se deveria assumir um relacionamento com Yosuke Maezawa, que a fazia com que não saísse do dia repetitivo, mas um mal entendido faz ela sair do dia repetitivo. Ela depois passa a trabalhar com Sakuta e Yūma. Ela pede a Sakuta para ter um namoro de mentira, este depois reluta, mas depois aceita. Logo depois estes decidem terminar seu namoro de mentira, mas o dia repetitivo retorna. Sakuta pressiona Tomoe para que esta saia do dia repetitivo. Tomoe reluta e diz a Sakuta que o odeia e ao mesmo tempo o ama chorando, voltando ao dia onde tudo começou quando estava indecisa com relação ao Yosuke. Ela fala que estava namorando outra pessoa, mas não menciona o Sakuta. Tomoe  também demonstra um tratamento com Sakuta de maneira hostil. Ela é a personagem focal do segundo volume da light novel.
Rio Futaba (双葉 理央, Futaba Rio)
Dublada por: Atsumi Tanezaki
Futaba é uma aluna do colégio de Sakuta, e também é a única do membro do clube de ciências do colégio. Futaba também é um dos poucos amigos de Sakuta, e acredita firmemente que a síndrome da adolescência é um mito. Inexplicavelmente, aparecem duas Futabas, uma com o rosto coberto pelo seu cabelo e usando óculos e outra sem óculos e cabelo preso e seu rosto a amostra, mas ambas possuindo o mesmo gênio. Esta parecia gostar do Yūma pouco antes de assumir seu relacionamento com Saki. Futaba acaba sendo alvo das pessoas por causa de suas fotos impróprias que ela tira. Futaba, sem óculos passa um momento com Sakuta e Yūma e tira uma foto com eles. Sakuta vai até sua casa e vê Futaba, com óculos. Ela vê a foto dela, sem óculos com Sakuta e Yūma e vai para a escola fugindo se convencendo que era desnecessário ter duas Futabas. Sakuta foi procurar Futaba para consola-la e pede pra ligar pra outra Futaba para poder ver os fogos. Logo em seguida, ela desaparece. Futaba depois aparece com cabelo amarrado usando óculos, adotando traços dela e de outra personalidade que ela originou. Futaba é a personagem focal do terceiro volume da light novel.
Nodoka Toyohama (豊浜 のどか, Toyohama Nodoka)
Dublada por: Maaya Uchida
Nodoka é a meia-irmã de Mai e participa de um grupo de idols. Outro caso dela em que ela e Mai trocam de corpos. Sakuta vê no apartamento de Mai que ela guardava as cartas de Nodoka e ele ajuda Nodoka, com o corpo de Mai, e fala o quanto ela adorava Mai e isso a dava ânimo. Mai com o corpo de Nodoka aparece e confirma a teoria de Sakuta. Ambas depois se abraçam e voltam ao seu corpo original. Nodoka depois volta para sua casa para depois se reconciliar com sua mãe, mas depois brigam de novo. Nodoka depois decide morar com Mai. Nodoka é a personagem focal do quarto volume da light novel.
Shōko Makinohara (牧之原 翔子, Makinohara Shōko)
Dublada por: Inori Minase
Shōko é uma tímida estudante do ensino fundamental. Ela acaba envolvida num síndrome da adolescência sobre o tema escolar, planos para o futuro, mas ela não respondeu tal teste. Anos depois, ela é salva de uma cirurgia cujo doador é Sakuta. Sakuta se encontra em algum lugar da praia e este é consolado por Shōko. Logo no fim do anime, no movie aparece duas Shōkos, uma na versão infantil que se encontra internada esperando um transplante e a outra adulta, que vive na casa de Sakuta. Segundo a teoria de Futaba, a infantil queria crescer e a adulta se recusava crescer. Tudo levou a crer que a Shōko adulta veio do futuro para evitar o atropelamento de Sakuta. Ela carrega a cicatriz da cirurgia do transplante do coração de Sakuta. Quando Sakuta ia se encontrar com Shōko, um carro desliza sobre e chão escorregadio impedido de parar, mas Mai o salva perdendo a vida, mudando o rumo de Sakuta e Shōko. Agora Shōko carrega o coração de Mai como doadora. Para mudar o curso da história para trazer Mai de volta, Shōko envia Sakuta para algum tempo antes do acidente. Depois de Sakuta convencer Mai a não tentar salvar Sakuta, Sakuta com a roupa de coelho impede que o outro Sakuta seja atropelado, mas o Sakuta da roupa de coelho não teve a mesma sorte ficando a roupa de coelho. Com isso a Shōko do futuro teve sua existência apagada. Com Shōko preste a falecer na cama de hospital, Sakuta e Mai tentam resolver o síndrome de Shōko da questão escolar sobre planos futuros. Logo depois a história é reescrita. Sakuta e Mai depois vão na praia onde vê os pais de Shōko e ela já bem brincando na praia. Sakuta já não a reconheceu, mas flashes em sua memória vêm a tona reconhecendo a Shōko terminando o filme.

### Personagens de suporte
Yūma Kunimi (国見 佑真, Kunimi Yūma)
Dublado por: Yuuma Uchida
Yūma é o melhor amigo de Sakuta e estudam no mesmo colégio e também colega de serviço de Sakuta e Tomoe. Ele namora Saki Kamisato.
Saki Kamisato (上里 沙希, Kamisato Saki)
Dublada por: Himika Akaneya
Saki é a namorada de Yūma. Ela odeia Sakuta e deseja que ele pare de ser amigo de Yūma, já que seu status de solitário da classe está fazendo Yūma, e o mais importante, ela mesma, se tornar menos popular também.
Fumika Nanjō (南条 文香, Nanjō Fumika)
Dublada por: Satomi Satō
Fumika é uma repórter que está interessada na síndrome da adolescência e acredita que as cicatrizes no peito de Sakuta foram de alguma forma causadas por ela.

## Mídias

### Light novel
Seishun Buta Yarō wa Bunny Girl Senpai no Yume o Minai é escrita por Hajime Kamoshida e ilustrada por Kēji Mizoguchi. A editora ASCII Media Works publicou 15 volumes desde abril de 2014, com a impressão sendo realizada através de sua filial Dengeki Bunko.

#### Lista de volumes
{{Volume de mangá/Rodapé|Número do volume=16|Titulo licenciado do volume=Adolescentes porcos e idiotas não sonham com a rainha da praia +|Titulo original antes da transliteração=青春ブタ野郎はビーチクイーの夢を見ない|Titulo original depois da transliteração=Seishun Buta Yarō wa Biti Kuin no Yume o Minai|Data de lançamento na língua original=10 de julho de 2025

##### Seishun Buta Yarō wa Bunny Girl Senpai no Yume o Minai
| N.º | Título | Data de lançamento     | ISBN              |
| --- | --- | ---------------------- | ----------------- |
| 1   | Adolescentes porcos e idiotas não sonham com garotas coelhinhas veteranas Seishun Buta Yarō wa Bunny Girl Senpai no Yume o Minai (青春ブタ野郎はバニーガール先輩の夢を見ない)         | 10 de abril de 2014    | 978-4-04-866487-5 |
| 2   | Adolescentes porcos e idiotas não sonham com pequenas calouras do mal Seishun Buta Yarō wa Petit Devil Kōhai no Yume o Minai (青春ブタ野郎はプチデビル後輩の夢を見ない)               | 9 de abril de 2014     | 978-4-04-866808-8 |
| 3   | Adolescentes porcos e idiotas não sonham com a bruxa da lógica Seishun Buta Yarō wa Logical Witch no Yume o Minai (青春ブタ野郎はロジカルウィッチの夢を見ない)                        | 10 de janeiro de 2015  | 978-4-04-869173-4 |
| 4   | Adolescentes porcos e idiotas não sonham com uma idol com um complexo de irmã Seishun Buta Yarō wa Siscon Idol no Yume o Minai (青春ブタ野郎はシスコンアイドルの夢を見ない)           | 9 de maio de 2015      | 978-4-04-865135-6 |
| 5   | Adolescentes porcos e idiotas não sonham com uma irmã menor dona de casa Seishun Buta Yarō wa Orusuban Imōto no Yume o Minai (青春ブタ野郎はおるすばん妹の夢を見ない)                 | 10 de setembro de 2015 | 978-4-04-865394-7 |
| 6   | Adolescentes porcos e idiotas não sonham com uma garota sonhando Seishun Buta Yarō wa Yumemiru Shōjo no Yume o Minai (青春ブタ野郎はゆめみる少女の夢を見ない)                         | 10 de junho de 2016    | 978-4-04-865891-1 |
| 7   | Adolescentes porcos e idiotas não sonham com uma garota experimentando seu primeiro amor Seishun Buta Yarō wa Hatsukoi Shōjo no Yume o Minai (青春ブタ野郎はハツコイ少女の夢を見ない) | 8 de outubro de 2016   | 978-4-04-892281-4 |
| 8   | Adolescentes porcos e idiotas não sonham com uma irmã em um encontro Seishun Buta Yarō wa Dekake Sister no Yume o Minai (青春ブタ野郎はおでかけシスターの夢を見ない)                  | 10 de abril de 2018    | 978-4-04-893585-2 |
| 9   | Adolescentes porcos e idiotas não sonham com uma garota com uma randoseru Seishun Buta Yarō wa Randoseru Girl no Yume o Minai (青春ブタ野郎はランドセルガールの夢を見ない)            | 10 de outubro de 2018  | 978-4-04-912017-2 |
| 10  | Adolescentes porcos e idiotas não sonham com uma cantor perdida Seishun Buta Yarō wa Mayoeru Shingā no Yume o Minai (青春ブタ野郎は迷えるシンガーの夢を見ない)                        | 7 de fevereiro de 2020 | 978-4-04-912850-5 |
| 11  | Adolescentes porcos e idiotas não sonham com uma rouxinol Seishun Buta Yarō wa Naichingēru no Yume o Minai (青春ブタ野郎はナイチンゲールの夢を見ない)                                 | 10 de dezembro de 2020 | 978-4-04-912902-1 |
| 12  | Adolescentes porcos e idiotas não sonham com uma meu aluna Seishun Buta Yarō wa Mai Suchūdento no Yume o Minai (青春ブタ野郎はマイスチューデントの夢を見ない)                         | 9 de dezembro de 2022  | 978-4-04-913936-5 |
| 13  | Adolescentes porcos e idiotas não sonham com Papai Noel Seishun Buta Yarō wa Santakurōsu no Yume o Minai (青春ブタ野郎はサンタクロースの夢を見ない)                                   | 7 de julho de 2023     | 978-4-04-914867-1 |
| 14  | Adolescentes porcos e idiotas não sonham com namoradas Seishun Buta Yarō wa Gārufurendo no Yume o Minai (青春ブタ野郎はガールフレンドの夢を見ない)                                    | 9 de agosto de 2024    | 978-4-04-915131-2 |
| 15  | Adolescentes porcos e idiotas não sonham com um amigo querido Seishun Buta Yarō wa Dia Furendo no Yume o Minai (青春ブタ野郎はディアフレンドの夢を見ない)                             | 10 de outubro de 2024  | 978-4-04-915132-9 |

| N.º | Título | Data de lançamento    | ISBN              |
| --- | --- | --------------------- | ----------------- |
| 1   | Adolescentes porcos e idiotas não sonham com garotas coelhinhas veteranas 1 Seishun Buta Yarō wa Bunny Girl Senpai no Yume o Minai 1 (青春ブタ野郎はバニーガール先輩の夢を見ない 1) | 8 de outubro de 2016  | 978-4-04-892480-1 |
| 2   | Adolescentes porcos e idiotas não sonham com garotas coelhinhas veteranas 2 Seishun Buta Yarō wa Bunny Girl Senpai no Yume o Minai 2 (青春ブタ野郎はバニーガール先輩の夢を見ない 2) | 10 de outubro de 2018 | 978-4-04-912068-4 |

##### Seishun Buta Yarō wa Petit Devil Kōhai no Yume o Minai
| N.º | Título | Data de lançamento     | ISBN              |
| --- | --- | ---------------------- | ----------------- |
| 1   | Adolescentes porcos e idiotas não sonham com pequenas calouras do mal 1 Seishun Buta Yarō wa Petit Devil Kōhai no Yume o Minai 1 (青春ブタ野郎はプチデビル後輩の夢を見ない 1) | 10 de outubro de 2018  | 978-4-04-912070-7 |
| 2   | Adolescentes porcos e idiotas não sonham com pequenas calouras do mal 2 Seishun Buta Yarō wa Petit Devil Kōhai no Yume o Minai 2 (青春ブタ野郎はプチデビル後輩の夢を見ない 2) | 10 de dezembro de 2018 | 978-4-04-912258-9 |

##### Seishun Buta Yarō wa Rojikaru Witchi no Yume o Minai
| N.º | Título | Data de lançamento     | ISBN              |
| --- | --- | ---------------------- | ----------------- |
| 1   | Adolescentes porcos e idiotas não sonham com a bruxa da lógica 1 Seishun Buta Yarō wa Rojikaru Witchi no Yume o Minai 1 (青春ブタ野郎はロジカルウィッチの夢を見ない 1) | 26 de dezembro de 2020 | 978-4-04-913570-1 |
| 2   | Adolescentes porcos e idiotas não sonham com a bruxa da lógica 2 Seishun Buta Yarō wa Rojikaru Witchi no Yume o Minai 2 (青春ブタ野郎はロジカルウィッチの夢を見ない 2) | 27 de julho de 2022    | 978-4-04-913894-8 |

##### Seishun Buta Yarō wa Orusuban Imōto no Yume o Minai
| N.º | Título | Data de lançamento     | ISBN              |
| --- | --- | ---------------------- | ----------------- |
| 1   | Adolescentes porcos e idiotas não sonham com uma garota experimentando seu primeiro amor 1 Seishun Buta Yarō wa Orusuban Imōto no Yume o Minai 1 (青春ブタ野郎はおるすばん妹の夢を見ない 1) | 10 de novembro de 2023 | 978-4-04-915373-6 |
| 2   | Adolescentes porcos e idiotas não sonham com uma garota experimentando seu primeiro amor 2 Seishun Buta Yarō wa Orusuban Imōto no Yume o Minai 2 (青春ブタ野郎はおるすばん妹の夢を見ない 2) | 9 de agosto de 2024    | 978-4-04-915951-6 |

##### Seishun Buta Yarō wa Yumemiru Shōjo no Yume o Minai
| N.º | Título | Data de lançamento    | ISBN              |
| --- | --- | --------------------- | ----------------- |
| 1   | Adolescentes porcos e idiotas não sonham com uma irmã menor dona de casa 1 Seishun Buta Yarō wa Yumemiru Shōjo no Yume o Minai 1 (青春ブタ野郎はゆめみる少女の夢を見ない 1) | 10 de outubro de 2023 | 978-4-04-915372-9 |
| 2   | Adolescentes porcos e idiotas não sonham com uma irmã menor dona de casa 2 Seishun Buta Yarō wa Yumemiru Shōjo no Yume o Minai 2 (青春ブタ野郎はゆめみる少女の夢を見ない 2) | 8 de março de 2024    | 978-4-04-915640-9 |
| 3   | Adolescentes porcos e idiotas não sonham com uma irmã menor dona de casa 3 Seishun Buta Yarō wa Yumemiru Shōjo no Yume o Minai 3 (青春ブタ野郎はゆめみる少女の夢を見ない 3) | 10 de agosto de 2024  | 978-4-04-915961-5 |

##### Seishun Buta Yarō wa Shisukon Aidoru no Yume o Minai
| N.º | Título | Data de lançamento  | ISBN              |
| --- | --- | ------------------- | ----------------- |
| 1   | Adolescentes porcos e idiotas não sonham com uma idol com um complexo de irmã 1 Seishun Buta Yarō wa Shisukon Aidoru no Yume o Minai 1 (青春ブタ野郎はシスコンアイドルの夢を見ない 1) | 10 de junho de 2025 | 978-4-04-916578-4 |

### Anime
Uma adaptação para anime de 13 episódios, adaptando os primeiros cinco volumes da série original e intitulada Seishun Buta Yarō wa Banīgāru Senpai no Yume o Minai, foi transmitida entre 4 de outubro e 27 de dezembro de 2018 nos canais ABC, Tokyo MX, Gunma TV, Tochigi TV, BS11, Mētele e AT-X. A Aniplex of America licenciou a série para sua transmissão nas plataformas de streaming Crunchyroll e Hulu.

#### Equipe de produção[40]
- Diretor: Sōichi Masui;
- Diretor assistente: Kazuya Iwata;
- Diretores de animação: Satomi Tamura, Akira Takata;
- Produtores: Shuko Yokoyama, Yuichiro Kurokawa;
- Roteirista: Masahiro Yokotani;
- Design de personagens: Satomi Tamura;
- Property designer: Akira Takata;
- Design de arte: Kazushi Fujii;
- Design de cores: Asuka Yokota;
- Diretores de CGI: Yūsuke Noma, Yūto Karasawa;
- Diretor de fotografia: Yoshihiro Sekiya;
- Diretor de efeitos 2D: Saya Uchiumi;
- Editor: Akinori Mishima;
- Diretor musical: Yoshikazu Iwanami;
- Composição musical: The Peggies, fox capture plan;

#### Músicas temas
- Abertura: "Kimi no Sei" (君のせい; lit. "Sua culpa"), por The Peggies;
- Encerramento: "Fukashigi no Karte" (不可思議のカルテ; lit. "Registro médico misterioso"), por Asami Seto, Yurika Kubo, Nao Tōyama, Atsumi Tanezaki, Maaya Uchida, e Inori Minase interpretando suas personagens.[41][42] Em cada encerramento mudava a personagem, Mai, Tomoe, Kaede, Nodoka e Futaba.

| # | Título                                                                                             | Estreia    |
| --- | -------------------------------------------------------------------------------------------------- | ---------- |
| 1 | "Minha veterana é uma coelinha" "Senpai wa banī gāru (先輩はバニーガール)"                         | 4/10/2018  |
| Sakuta Azusagawa, um aluno de classe tem sua vida mudada radicalmente quando vê uma veterana com uma roupa de coelha erótica. Os outros em sua volta parece não notar a presença dela, exceto Sakuta. Ela é Mai Sakurajima. Mai pede a Sakuta para esquecer no que viu. Ela é alvo de outros que querem fotos, mas Sakuta os afugenta. Mai depois o agradece. Sakuta pergunta que horas são, Mai acha que Sakuta deveria saber por ter celular, mas Sakuta não tem nenhum aparelho celular. Mai explica que ela era uma celebridade e resolveu entrar em hiato, mas não achou que sua presença fosse apagada. Sakuta leva Mai até sua casa e mostra sua cicatriz como se estivesse feito por uma garra e explica de sua situação, mas também de sua irmã com relação a bulimia, qualquer sinal de bulimia, sofria um ferimento no corpo, explicando porque não possuia telefone celular ou internet em casa. Ela depois o deixa. Como Mai ainda continua invisível para outros, Sakuta resolve ajudar Mai com seu problema. | |            |
| 2 | "Primeiro encontro, problemas a vista" "Hatsu dēto ni haran wa tsukimono (初デートに波乱は付き物)" | 11/10/2018 |
| No serviço onde Sakuta trabalha com Yūma Kunimi, ele é abordado por uma repórter para falar sobre sua cicatriz, como também o de Mai. Sakuta foi tentar se encontrar com Mai, mas vê uma menina perdida e tenta ajudá-la, mas uma outra menina acaba agredindo Sakuta, mas este responde que estava tentando ajudar a menininha a encontrar os pais. Ela depois pede que Sakuta devolva a agressão, a pague com a mesma moeda. Sakuta inicialmente reluta, mas atende a menina, até serem abordados por um guarda. Depois de detido pela polícia, Sakuta foi tentar se reunir com Mai, mas já passa do horário combinado, mas Mai o estava esperando que este pudesse dar uma explicação. Sakuta falou também do ocorrido com relação a sua cicatriz em forma de garra no peito, mas Mai consegue dar o jeito. Eles até marcam um encontro com a mãe de Mai, mas ela não pode vê-la ou até não lembra dela desanimando Sakuta. As outras pessoas em sua volta não consegue ver Mai e Sakuta tenta resolver seu problema com Mai. | |            |
| 3 | "Um mundo sem você" "Kimi dake ga inai sekai (君だけがいない世界)"                                 | 18/10/2018 |
| Depois de passar uma noite juntos, Mai ainda continuava invisível. Sakuta conversa com Rio Futaba para discutir sobre invisibilidade e do porque as pessoas não conseguirem enxergá-la. Sakuta resolve tentar ficar acordado, caso contrário, se esqueceria de Mai. Ele toma nota do que fez. Com as provas se aproximando, Mai nota um Sakuta cheio de olheiras e o ajuda nos estudos. Contudo Sakuta acaba dormindo e Mai dá adeus a Sakuta. Sakuta acorda e vê um diário que ele escreveu, mas ele não consegue ver o nome de Mai escrito. Quando já ia para a escola, Sakuta passa a se lembrar de Mai e Sakuta vai em frente a escola gritando que ama Mai. Mai por um lado não aprova tal comportamento de Sakuta, mas este faz o possível para que Mai volte a ficar visível. Depois Mai acaba sendo notada por outra pessoa, mas as outras pessoas passam a enxergar Mai. Depois Mai e Sakuta já começam a namorar. | |            |
| 4 | "Não há um amanhã para um patife" "Buta yarō ni wa ashita ga nai (ブタ野郎には明日がない)"         | 25/10/2018 |
| Sakuta vai se encontrar com Mai, mas este parece ter um momento infeliz. A tal menina que tinha se encontrado com Sakuta devido um mal-entendido, ela é Tomoe Koga. Ela ainda estava indecisa se deveria sair com Yosuke Maezawa. Sakuta acorda e percebe que está vivendo o mesmo dia 27 de junho. Ele procura Futaba e descobre-se que quem estaria causando isso é o Demônio de Laplace. Sakuta descobre que quem está causando é a Tomoe e esta gera um outro mal-entendido. Mai acaba sendo envolvida no mal-entendido e sai brava. Sakuta tenta se explicar, mas sem resposta. No dia seguinte Sakuta percebe que se trata de um dia diferente do anterior, já saiu do 27 de junho. No serviço, Sakuta ganha uma nova integrante no serviço, a Tomoe. Esta também começa a gerar um falso boato causando um mal-entendido chateando Sakuta. Tomoe procura Sakuta para que seja seu namorado. Com sua relação com Mai quase instável, Sakuta se recusa, mas concorda ajudar Tomoe com o falso namoro. Em sua casa Mai aparece e esta espera que Sakuta tenha uma boa explicação para o mal-entendido entre ele e Tomoe. | |            |
| 5 | "As mentiras que eu odeio em você" "Arittake no uso ō kimi ni (ありったけの嘘を君に)"              | 1/11/2018  |
| Sakuta explica a Mai do mal-entendido e fala de seu namoro de mentira com Tomoe e Mai concorda com sua relação com Tomoe, embora fosse de mentira. Ela traz uma roupa para Kaede, irmã de Sakuta para mudar seu pijama de urso. Sakuta presencia Tomoe sendo chateada por Yosuke e Sakuta zoa de Yosuke e leva Tomoe embora. Mai na casa de Sakuta o questiona por tal método usado por Sakuta. Sakuta quer estudar e não encontra motivação, mas Mai propõe dizendo, se ela se vestisse de coelinha, isso o ajudaria nos estudos. Sakuta achou que fosse um blefe, mas ela acaba vestindo a fantasia de coelinha. Sakuta passa a gostar de ser torturado pela Mai. Tomoe e Sakuta passa a fazer planos para passear na praia. | |            |
| 6 | "Escolha seu mundo" "Kimi ga eranda kono sekai (君が選んだこの世界)"                               | 8/11/2018  |
| Sakuta e Tomoe visitam uma loja de roupa de banho e esta propôe comprar um pra ela, mas Sakuta afirma que precisaria de ter um corpo desenvolto para conseguir tal peça. Chega o dia da praia. Sakuta esconde a barriga para não deixar a amostra a marca de garra da ferida em seu peito. Os dois começam a se divertir, Sakuta e Tomoe. Estes depois resolvem terminar seu namoro de mentira. Sakuta acorda novamente e percebe estar preso no mesmo dia de 18 de julho. Contudo, Tomoe e Sakuta realizam o mesmo dia até terminarem o namoro de mentira. Sakuta acorda de novo e percebe estar vivendo o mesmo dia. Sakuta pressiona Tomoe e quer que o fluxo natural siga normalmente e não viver um dia repetitivo. Tomoe confessa que começou a gostar de Sakuta e que isso durasse, mas Sakuta confessa que isso era errado. Tomoe chora e confessa ter um tipo de amor e ódio por ele. Depois de algum tempo o dia retorna para 26 de junho. Sakuta começa já tendo uma boa relação com Mai. Sakuta vê Tomoe com Yosuke e afirma que já está saindo com alguém mas não fala do Sakuta. Mesmo na escola e no serviço de Sakuta ela mostra uma relação de amor e ódio com Sakuta. Mai e Sakuta veem uma menina ajudando um gato filhote e ela se apresenta como Shōko Makinohara, garota quem Sakuta tinha conhecido a um tempo atrás. | |            |
| 7 | "Adolescência Paradoxa" "Seishun wa Paradokkusu (青春はパラドックス)"                              | 15/11/2018 |
| Shōko deixa o gato filhote na casa de Sakuta junto do outro gato de Sakuta e cuida dele. Ela parece se dar bem com Kaede. Sakuta ainda se pergunta porque se deparou com uma menina que possui os mesmos sinais da Shōko mais velha. Sakuta foi procurar Futaba para falar no que viu, mas vê uma Futaba sem óculos e de cabelo preso, mas esta não deu atenção a detalhes. Mai foi visitar Sakuta em seu trabalho. Sakuta se depara com Futaba e liga para o celular de Futaba pelo telefone de Mai e eles veem uma outra Futaba, usando óculos e cabelo solto. Ela explica que não poderia ir até sua casa porque há alguém se passando pela Futaba e Sakuta leva Futaba até a casa dele. Futaba explica da possibilidade de ter uma outra Futaba. O pessoal do trabalho de Mai liga pra ela sobre o rumor de ter um caso com alguém. Sakuta sugere a Mai ter uma certa distância, apenas temporário para não comprometer no trabalho de Mai. À noite Sakuta e Mai tem um momento juntos, mas não durou muito. Na escola Sakuta liga para Futaba com relação a outra Futaba. Sakuta foi ver Futaba e descobre que já estava a fim do Yūma. Ela explica um pouco sua história e parte da história de Sakuta e Futaba é falado. Saki mostra fotos da Futaba se exibindo, deixando Sakuta surpreso. | |            |
| 8 | "Lave tudo numa noite tempestuosa" "Ōame no yoru ni subete o nagashite (大雨の夜にすべてを流して)" | 22/11/2018 |
| Sakuta passa em sua casa e Futaba parece se adaptar a sua rotina na casa de Sakuta. Sakuta foi ver a outra Futaba na casa dela. Ela explica que queria ter a atenção dos outros, explicando as outras fotos postadas nas redes sociais e enquanto sua outra contraparte não tinha confiança em sua aparência exterior. Quando iam embora, Futaba recebe uma mensagem ameaçadora, mas Sakuta manda um aviso que ia chamar a polícia se tentarem mandar outro tipo de mensagem. Sakuta apaga as fotos de Futaba das redes sociais. Sakuta manda uma mensagem a Yūma da Futaba. Yūma aparece tentando saber o que se passa e Sakuta fala que ele mandou a mensagem. Futaba chora e pede para parar com a briga. Os outros três se divertem na praia e Sakuta tira uma foto. Futaba pede a Sakuta para ficar com a outra Futaba. Sakuta chega em sua casa e vê a outra Futaba, mas não entrou em detalhes o que os três fizeram. Futaba depois vê a foto dos três no celular. Sakuta acorda e percebe que Futaba fugiu. Sakuta foi até a casa de Futaba e a outra Futaba fala onde a Futaba teria ido, mas tenta detê-lo porque estava chovendo. Sakuta vê Futaba na escola desanimada e se convence que duas Futabas não eram necessárias. Sakuta tenta tranquilizá-la, mas Sakuta começa a desmaiar. Na cama de hospital, Sakuta vê Mai do seu lado e diz que já acertou a conta do hospital e diz que Sakuta sofreu um resfriado. Sakuta foi ver Futaba, que tinha levado ele para o hospital. Ele pede a Futaba para ser honesta com seus sentimentos e pede para ela ir na festa de fogos. Futaba foi ligar para a outra Futaba e fala que queria ver os fogos, depois ela desaparece. Sakuta foi falar com Futaba no telefone de que seu síndrome já terminou. Os três Sakuta, Futaba e Yūma depois aparecem na festa usando Yokata se festejando. | |            |
| 9 | "Irmã em pânico" "Shisutā Panikku (シスターパニック)"                                              | 29/11/2018 |
| No novo período escolar, Sakuta sofre por não ter seu encontro com Mai. Sakuta se depara com Mai e foi falar com ela, mas ela não o reconhece. Uma outra menina aparece se apresentando como Mai para Sakuta e o deixa confuso. Mai explica que aquela com seu corpo é na verdade Nodoka Toyohama e que ambas trocaram seus corpos. Nodoka explica que sua meia-irmã tem vivido na sombra dela e tem odiado isso. Ambas tentam se adaptar suas novas vidas. Kaede estranha porque tem uma outra pessoa na casa do irmão e Mai se apresenta como Nodoka amiga do Sakuta. Nodoka por outro lado tem um dia cansativo na rotina de Mai. Mai entrega a chave de sua casa a Sakuta e ela pede para não mexer em um determinado lugar. Sakuta entra na casa de Mai para ver Nodoka, ainda como Mai. Sakuta fica curioso a respeito com relação a um lugar que Mai não queira que ele veja e ele acaba vendo. | |            |
| 10 | "Parabéns pelo Complexo" "Konpurekkusu Kongurachurēshon (コンプレックスこんぐらっちゅれーしょん)"  | 6/12/2018  |
| Chegando em casa, Sakuta vê Kaede de uniforme e a elogia. Nodoka passa um tempo com Sakuta adaptando-se a rotina de sua irmã, mas parece não gostar da presença do Sakuta. Mai dá ingressos para o show de Nodoka. Mai parece ter mais destaque atuando no show e recebe os elogios da mãe de Nodoka. Nodoka transtornada, corre para o mar para tentar se matar, mas Sakuta a impede. Ele diz que Mai a ama e a leva para a casa de Mai. Sakuta mostra as cartas que Mai recebeu de Nodoka. Mai aparece e repreende Sakuta por ignorar o pedido dela. Mai explica que conseguiu se manter firme e viver bem com sua vida devido as cartas de Nodoka. Ambas se abraçam, mas retornam ao seu corpo original. Futaba depois explica a Sakuta que pelo fato da Nodoka ser como a irmã fez com que elas trocassem seus corpos. Sakuta chega na casa de Mai e vê Nodoka com ela e Sakuta estranha. Nodoka explica que brigou com a mãe e desde então passa a viver com Mai e depois já agradece Sakuta. Sakuta assiste na tv uma imagem dele andando com Nodoka, ela ainda no corpo de Mai e são flagrados tendo sua foto tirada e exposta nas redes sociais. | |            |
| 11 | "A jornada de Kaede" "Kaede Kuesuto (かえでクエスト)"                                              | 13/12/2018 |
| Durante a coletiva, Mai explica que tinha sofrido um problema devido ao síndrome da adolescência, mas explica que conseguiu superar graças a Sakuta. Kaede mostra a Sakuta um diário escrito por ela e as metas que deve alcançar. Sakuta recebe uma carta de Shōko e Mai foi ver Sakuta e ele fala do ocorrido. Shōko não aparece no lugar combinado mas Sakuta deixa uma mensagem que já está namorando. Sakuta pede a Kaede que saia com ele, mas ela não consegue, mas Sakuta consegue sair com ela. Assim, Sakuta sai com Kaede, onde lá se encontra com Mai e Nodoka e vão a praia. Uma menina chamada Kotomi Kano aparece para falar com Kaede. Kaede não a reconhece e Kotomi diz ser sua colega de classe e amiga. Sakuta revela que Kaede sofre de amnésia. | |            |
| 12 | "A vida é um sonho infinito" "Samenai Yume no Tsuzuki o Ikiteiru (覚めない夢の続きを生きている)"   | 20/12/2018 |
| Sakuta explica que algum tempo atrás, Kaede teve amnésia e depois levada ao hospital. Depois sua ferida começou a aparecer em seu peito e corre desesperado até a praia. Mas uma garota aparece confortando Sakuta, é Shōko Makinohara. Essa é bem diferente e muito mais velha, exatamente da mesma idade do Sakuta e tenta confortá-lo devido ao problema da irmã. Sakuta fica um tempo até sua irmã receber alta no hospital, mas parece que sua rotina parece ter mudado desde que começou a ter amnésia, mas sofria com a bulimia virtual, qualquer tipo de agressão, sofria um ferimento no corpo, que levou Sakuta a descartar seu celular e cortar internet em sua casa. Sakuta pegou um livro com as anotações de Kotomi e mostra a Kaede e, uma palavra vem a sua mente "Komi-chan" e perde os sentidos e desmaia. Depois, Kaede começa sentir seu corpo dolorido e começa a aparecer sinais de inchaço em seu corpo e Sakuta a leva para o hospital. Sakuta começa a sentir a ferida em seu peito. O pai de Sakuta foi ver o filho para saber como ele está, até mesmo Kaede. Eles foram consultar o médico que atendeu Kaede e fala da amnésia de Kaede. Ele fala que mesmo que Kaede recupere a memória, ela perderia lembranças do que adquiriu quando ainda tinha amnésia. Sakuta vai com Kaede até a escola, mas ela ainda continua sendo pertubada de seu trauma e tomam uma outra rota até o zoológico. Logo depois da visita, Sakuta leva sua irmã na escola em que não há expediente. Sakuta e Kaede foram ver a diretora do colégio e diz que consideraria seu primeiro dia mesmo se passar no exame médico. Sakuta a tranquiliza e diz para não se preocupar com o colégio ou até ele iria ao colégio com ela. Kaede depois começou a se sentir segura e confiante. No dia seguinte, Kaede nota porque seu quarto está diferente, Sakuta afirma que esse é seu quarto como deveria estar, mas Kaede ainda está confusa. Sakuta espantado, percebe que sua irmã recuperou suas memórias. | |            |
| 13 | "O amanhecer depois de uma noite eterna" "Akenai Yoru no Yoake (明けない夜の夜明け)"               | 27/12/2018 |
| Depois de levar Kaede para o hospital, Sakuta e o pai ouvem o prognóstico de Kaede do médico e que ela recuperou suas memórias, mas parte de suas memórias desde que tinha amnésia foram perdidas. Sakuta liga para Mai para falar de Kaede, mas estava ocupada em seu serviço. Sakuta e o pai foram ver Kaede. Sakuta por um lado se sente transtornado e sai correndo do hospital. Abalado, ele acreditava nos objetivos de Kaede, mas jogado fora por ter recuperado suas memórias e a ferida de seu peito começa a sangrar. Shōko aparece diante de Sakuta e o leva até sua casa e cuida dele. Sakuta por um lado parecia de baixo astral, mas Shōko lê o diário que Kaede tomou nota. Kaede acreditou que queria criar um objetivo e que queria ter momentos felizes, mesmo na amnésia ou tendo recuperado suas memórias, afirma Shōko. No dia seguinte Sakuta acorda e vê uma nota de despedida de adeus de Shōko. Sakuta foi ver a irmã e esta parecia estar muito bem. Sakuta fala da Shōko para Futaba e ela afirma que Shōko foi na verdade uma ilusão criada por Sakuta, mas no filme a Shōko infantil iria se encontrar internada no hospital esperando um doador para um transplante de coração e a Shōko mais velha, com o propósito de tentar salvar Sakuta. Mai aparece para visitar Sakuta, mas este já se encontrava bem. Mai vê a nota de adeus de Shōko e não dá tempo para Sakuta se explicar e Mai vai embora. Nodoka foi ver Sakuta e soube do ocorrido da irmã de Sakuta. Ela fala que embora Mai ficasse preocupada, arrumou uma pausa para vê-lo e fala a Sakuta que Mai estaria fazendo aniversário e Sakuta não sabia e foi atrás de Mai para se desculpar com ela. Sakuta foi até o set de filmagem para ver Mai. Sakuta e Mai tem um momento a sós. Sakuta pede desculpas por não saber de seu aniversário e a parabeniza pelo seu dia. Mai por outro lado se desculpa com Sakuta por não ter estado presente com ele e que faria o possível para compensá-lo de alguma forma. Os dois entram em clima de beijo, mas Mai não deixa. Kaede lê o diário que ela tomou nota e esconde ao ver Sakuta. Eles depois se arrumam para sair do hospital. Assim tudo parece estar bem, mas a continuação ficará só no filme. | |            |

### Filme
Um filme intitulado Seishun Buta Yarō wa Yumemiru Shōjo no Yume wo Minai (青春ブタ野郎はゆめみる少女の夢を見ない; lit. "Adolescentes porcos e idiotas não sonham com uma garota sonhadora") estrou nos cinemas japoneses em 15 de junho de 2019, e adapta o sexto e o sétimos volumes da série de light novel, que não foram adaptados no anime. Além disso, o elenco de dubladores para o filme é o mesmo da série de anime. Em setembro de 2022, foi anunciado que uma sequência adaptando o oitavo e o nono volumes do romance leve recebeu luz verde.  Mais tarde foi revelado que mais um filme, intitulado Seishun Buta Yarō ha Odekake Sisuta no Yume wo Minai (青春ブタ野郎はおでかけシスターの夢を見ない; lit. "Adolescentes porcos e idiotas não sonha com uma irmã se aventurando") ou Seishun Buta Yarō ha Randoseru Garu no Yume wo Minai (青春ブタ野郎はおでかけシスターの夢を見ない; lit. "Adolescentes porcos e idiotas não sonha em sair com a irmã").  O filme foi lançado nos cinemas do Japão no dia 23 de junho de 2023.

#### Equipe de produção[45]
- Diretor: Sōichi Masui;
- Roteirista: Masahiro Yokotani;
- Design de personagens: Satomi Tamura;
- Composição musical: fox capture plan;

### Blu-ray/DVD
A adaptação para anime da série está sendo compilada em cinco volumes de blu-ray e DVD, que estarão sendo publicados entre 19 de dezembro de 2018 e 15 de maio de 2019. Os volumes possuem edições limitadas, e nessas estarão disponíveis ingressos para eventos exclusivos, posters, ilustrações e outros brindes adicionais.
| Núm. | Data de lançamento     | Episódios inclusos | Número de série padrão | Número de série padrão | Referência |
| Núm. | Data de lançamento     | Episódios inclusos | Blu-ray                | DVD                    | Referência |
| ---- | ---------------------- | ------------------ | ---------------------- | ---------------------- | ---------- |
| 1    | 19 de dezembro de 2018 | 1, 2 e 3           | ANZB-12551             | ANZB-12552             | [ 47 ]     |
| 2    | 6 de fevereiro de 2019 | 4, 5 e 6           | ANZB-12553             | ANZB-12554             | [ 48 ]     |
| 3    | 6 de março de 2019     | 7 e 8              | ANZX-12555             | ANZX-12556             | [ 49 ]     |
| 4    | 3 de abril de 2019     | 9 e 10             | ANZX-12557             | ANZX-12558             | [ 50 ]     |
| 5    | 15 de maio de 2019     | 11, 12 e 13        | ANZX-12559             | ANZX-12560             | [ 51 ]     |